# Nora Midtsundstad
Nora Midtsundstad, född 10 juli 2003 i Kongsvinger är en norsk backhoppare och nordisk kombinationsutövare. Hon gjorde sin första start i världscupen i backhoppning i mars 2022 i Oberhof, Tyskland. Månaden innan dess hade hon tillsammans med det norska laget tagit brons i juniorvärldsmästerskapen i Zakopane i Polen.
2020 vann hon guld i nordisk kombination i European Youth Olympic Festival i Kandersteg, samt silver i specialhoppning bakom Nika Prevc.